# Матч СССР — США по боксу 1970
Матч СССР — США по боксу 1970 года проходил 11 февраля в Москве во дворце спорта «Лужники». Руководителем американской сборной на этой встрече был тренер Пат Наппи. После поражения американцев в предыдущем матче в Лас-Вегасе команда была полностью переформирована. По заверению американской стороны, на московский матч прибыл самый сильный на тот момент состав любительской команды. Для тренировок американской стороне был предоставлен дворец спорта ЦСКА. Матч окончился со счётом 9:2 в пользу советской команды. Через несколько дней после матча в Москве состоялся неофициальный матч сборных в Минске, на котором советскую команду представляли вторые номера сборной. 
| Весовая категория | Победитель          | Соперник         | Результат                    |
| ----------------- | ------------------- | ---------------- | ---------------------------- |
| до 48 кг          | Владимир Иванов     | Вильям Хотторн   |                              |
| до 51 кг          | Виктор Запорожец    | Эдуард Сантьяго  |                              |
| до 54 кг          | Александр Мельников | Джордж Коули     |                              |
| до 57 кг          | Рэй Ланни           | Борис Кузнецов   |                              |
| до 60 кг          | Николай Хромов      | Хуан Руис        | явное преимущество (3 раунд) |
| до 63,5 кг        | Валерий Фролов      | Квинци Даниэльс  |                              |
| до 67 кг          | Олег Толков         | Армандо Муниц    |                              |
| до 71 кг          | Джесси Вальдес      | Валерий Трегубов | дисквалификация (1 раунд)    |
| до 75 кг          | Владимир Тарасенков | Ларри Уорд       |                              |
| до 81 кг          | Владимир Бабарыка   | Джон Сантьяго    |                              |
| свыше 81 кг       | Александр Васюшкин  | Джерри Даниельс  |                              |